# Став (притока Трубежа)
Став — річка в Україні, у Броварському районі Київської області. Права притока Трубежа (басейн Дніпра).

## Опис
Довжина річки приблизно 17,3 км.

## Розташування
Бере початок на південно-західній стороні від Підлісся. Тече переважно на південний схід через Плоске і на північному заході від Русанів впадає у річку Трубіж, ліву притоку Дніпра.
Річку перетинає автомобільна дорога Т 1004
За іншими джерелами притока Трубежа з такою назвою протікає через село Красне. 